# Манакиновые плодоеды
Манакиновые плодоеды (лат. Pipreola) — род воробьиных птиц из семейства котинговых.

## Виды
Международный союз орнитологов относит к роду 11 видов:
- Pipreola chlorolepidota Swainson, 1838 — Красногорлый манакиновый плодоед
- Красногрудый манакиновый плодоед Pipreola frontalis (P.L.Sclater, 1859)
- Красивый манакиновый плодоед Pipreola formosa (Hartlaub, 1849)
- Золотистобровый манакиновый плодоед Pipreola whitelyi Salvin et Godman, 1884
- Pipreola lubomirskii Taczanowski, 1879
- Pipreola jucunda P.L.Sclater, 1860
- Pipreola pulchra (Hellmayr, 1917)
- Золотогрудый манакиновый плодоед Pipreola aureopectus (Lafresnaye, 1843)
- Полосатый манакиновый плодоед Pipreola arcuata (Lafresnaye, 1843)
- Полосохвостый манакиновый плодоед Pipreola intermedia Taczanowski, 1884
- Чернозелёный манакиновый плодоед Pipreola riefferii (Boissonneau, 1840)

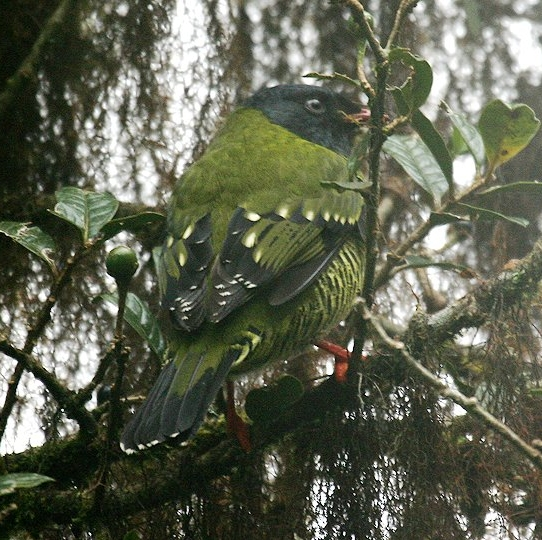
Полосатый манакиновый плодоед